# Pisonia ambigua
Pisonia ambigua (лат.) — вид древесных растений рода Пизония (Pisonia) семейства Никтагиновые (Nyctaginaceae). Синоним — Pisonia aculeata f. inermis (Kuntze) 1898.
Культивируется как декоративное растение.

## Происхождение
Естественный ареал вида — Южная Америка: Аргентина, южная и восточная Бразилия, Боливия, Перу. Это дерево, произрастающее в основном во влажном тропическом биоме. Предпочитает влажные почвы аллювиальных долин.

## Описание
Вечнозелёное дерево высотой от 5 до 18 м с широкой, густой, шаровидной кроной. Короткий разветвленный ствол может достигать 40—60 см в диаметре.
Семена имеют железистые волоски, которые заставляют их прилипать к шерсти животных и, таким образом, рассеиваться, часто далеко от родительского дерева.

## Культивирование
Растение обеспечивает отличную тень и может использоваться в городском ландшафтном дизайне, парках, больших садах и т. д.

### Агротехника
Успешно развивается как на ярком солнце, так и в довольно густой тени. Лучше всего растет на более плодородных и влажных почвах аллювиальных долин и т. д. Устойчив к плохо дренированным почвам. Молодые растения имеют умеренную скорость роста.
Семена лучше всего сеять, как только они созреют, в частично затененном месте на рассадной грядке. Можно ожидать умеренную всхожесть: семена прорастут в течение нескольких недель.

## Использование
Древесина толсто-текстурная, поперечно-волокнистая, лёгкая, мягкая, с плохими механическими свойствами, непрочная. С ней легко работать, но она низкого качества. Её используют только для кустарного изготовления недорогих предметов, таких как коробки и игрушки. Древесину также используют в качестве топлива и для изготовления древесного угля.